# Kamenná (ort i Tjeckien, Vysočina, lat 49,51, long 15,65)
Kamenná är en ort i Tjeckien.   Den ligger i regionen Vysočina, i den centrala delen av landet, 110 km sydost om huvudstaden Prag. Kamenná ligger 459 meter över havet och antalet invånare är 175.
Terrängen runt Kamenná är huvudsakligen platt. Kamenná ligger nere i en dal. Runt Kamenná är det ganska glesbefolkat, med 42 invånare per kvadratkilometer. Närmaste större samhälle är Jihlava, 13,4 km söder om Kamenná. Trakten runt Kamenná består till största delen av jordbruksmark.